# Lissonota rubricosa
Lissonota rubricosa är en stekelart som beskrevs av Carl Gustav Alexander Brischke 1880. Lissonota rubricosa ingår i släktet Lissonota och familjen brokparasitsteklar. Inga underarter finns listade i Catalogue of Life.